# إمطانس شحادة
إمطانس شحادة (بالإنجليزية: Mtanes Shehadeh، وبالعبرية: מטאנס שחאדה)، (25 مايو/أيار 1972) هو سياسي وأكاديمي فلسطيني، الأمين العام السابق لحزب التجمع الوطني الديموقراطي، وعضو سابق في البرلمان الإسرائيلي (الكنيست) ضمن القائمة المشتركة عن حزب التجمع الوطني الديمقراطي.

## حياته
ولد شحادة لعائلة عربية من مدينة الناصرة داخل الخطّ الأخضر، متزوج وأب لثلاثة أطفال، ويعيش في قرية عسفيا. أنهى دراسة البكالوريوس في الجامعة العبرية في القدس بتخصص الاقتصاد والعلاقات الدولية عام 1995، ثمّ التحق بجامعة حيفا وأنهى دراسة الماجستير في العلوم السياسية، كما يحمل درجة الدكتوراة في الموضوع ذاته من الجامعة العبرية. عمل باحثًا في مركز مدى الكرمل للأبحاث في حيفا ومديرًا للمركز لاحقًا، وهو عضو في لجنة المتابعة العليا ونائب في الكنيست الإسرائيلي في القائمة المشتركة عن حزب التجمع الوطني الديموقراطي. والده الأديب الفلسطيني الراحل إدمون شحادة.

## نشاطه الفكريّ
ساهم شحادة كباحث ومحرر في مركز مدى الكرمل المركز- العربي للدراسات التطبيقة حول الفلسطينيين في الداخل المحتلّ، حيث أشرف على تحرير العديد من الدوريات، وكتابة الأبحاث حول العرب في الداخل منها: إحياء النكبة ومحاولات منعها عام 2015 والإفقار كسياسية عام 2004 وميزانية وزارة التعليم ومشاركة النساء العربيات في سوق العمل (تحليل جندري أنثي)، كتب بالمشاركة مع الباحث فؤاد معدي عام 2012، إسرائيل والأقلية العربية تقرير الرصد السياسي 2005. والكثير من الدراسات الأخرى.